# 外套経
『外套経』（がいとうきょう、巴: Bāhitika-sutta, バーヒティカ・スッタ）とは、パーリ仏典経蔵中部に収録されている第88経。『外衣経』（がいいきょう）、『鞞訶提経』（びかだいきょう）とも。
類似の伝統漢訳経典としては、『中阿含経』（大正蔵26）の第214経「鞞訶提経」がある。
アーナンダが、コーサラ国のパセーナディ王に仏法を説く。

## 構成

### 登場人物
- アーナンダ
- パセーナディ --- コーサラ国の王。

### 場面設定
ある時、釈迦は、コーサラ国サーヴァッティー（舎衛城）のアナータピンディカ園（祇園精舎）に滞在していた。
アーナンダが托鉢に向かうと、それをコーサラ国王パセーナディが見つけ、三業（身口意）の善悪について尋ねてきた。
アーナンダがそれに答えると、王は歓喜し、外套を布施する。アーナンダはそれを釈迦に報告し、釈迦は歓喜する。

## 日本語訳
- 『南伝大蔵経・経蔵・中部経典3』（第11巻上） 大蔵出版
- 『パーリ仏典 中部（マッジマニカーヤ）中分五十経篇II』 片山一良訳 大蔵出版
- 『原始仏典 中部経典3』（第6巻） 中村元監修 春秋社